# Monochamus gravidus
Monochamus gravidus là một loài bọ cánh cứng trong họ Cerambycidae.